# Eastern Michigan University
L'Eastern Michigan University è un'università statunitense pubblica con sede a Ypsilanti, nello Stato del Michigan.

## Storia
L'università fu fondata nel 1849 come Michigan State Normal School; nella sua storia ha cambiato più volte denominazione (Michigan State Normal College e Eastern Michigan College) sino ad assumere l'attuale denominazione nel 1959; è uno degli istituti più antichi del Michigan.

## Sport
Gli Eagles, che fanno parte della NCAA Division I, sono affiliati alla Mid-American Conference. La pallacanestro, il baseball e il football americano sono gli sport principali, le partite interne vengono giocate al Rynearson Stadium e indoor al Convocation Center.

### Pallacanestro
Eastern Michigan conta quattro apparizioni nella post-season, l'ultima è datata 1998, dove venne eliminata al primo turno da Michigan State.